# 红花套镇
红花套镇，是中华人民共和国湖北省宜昌市宜都市下辖的一个乡镇级行政单位。

## 行政区划
红花套镇下辖以下地区：
红花套社区、杨家畈村、窑坡垴村、红花套村、吴家岗村、周家河村、渔洋溪村、南桥村、大溪村和鄢家沱村。